# Mubama Kibwey
Mubama Kibwey (ur. 4 kwietnia 1976 w Kinszasie) – kongijski piłkarz grający na pozycji pomocnika.

## Kariera klubowa
W swojej karierze piłkarskiej Kibwey grał w takich klubach jak: francuskie AS Muret, SO Châtellerault, RCS La Chapelle-Saint-Luc, portugalskie Académica Coimbra, União Leiria i FC Maia oraz saudyjski Al-Shoalah.

## Kariera reprezentacyjna
Swoje jedyne spotkanie w reprezentacji Demokratycznej Republiki Konga Kibwey rozegrał w Pucharze Narodów Afryki 2000. Mecz ten, z Republiką Południowej Afryki (0:1), odbył się 26 stycznia 2000 roku.